# Chomelia parvifolia
Chomelia parvifolia là một loài thực vật có hoa trong họ Thiến thảo. Loài này được (Standl.) Govaerts mô tả khoa học đầu tiên năm 1999.